# Mustafa Cico Arnautović
Mustafa Cico Arnautović (Trebinje, 1934. - Trebinje 2022.) je bosanskohercegovački novinar i književnik. 
Do izbijanja rata u BiH radio je kao novinar sarajevskog lista  "Oslobođenje", a po izbijanju rata iseljava u Dansku. Objavio je nekoliko knjiga pjesama, a 1994. godine dobio je nagradu za najboljeg stranog pisca u Danskoj. Na 23. međunarodnom sajmu knjiga u Sarajevu 2011. godine nagrađen je za životno djelo u području književnosti. Njegove pjesme prevođene su na danski, švedski, engleski, turski i poljski.

## Djela
1. Bog putuje večeras - (zbirka pjesama), (1965)
2. Koštrika - (zbirka pjesama), (1986)
3. Skrovišta za nesanicu - (zbirka pjesama), (1989)
4. Govor vode - (zbirka pjesama), (1990)
5. Ptice na rukama - (zbirka pjesama), (1994)
6. Stope u krugu - zbirka pjesama (2010)
7. Govor vode - izbor poezije (2019)